# Irving Pérez
Pour les articles homonymes, voir Pérez.
Irving Pérez Pineda né le 16 mai 1986 à Jojutla est un triathlète professionnel mexicain, champion panaméricain de triathlon (2019).

## Palmarès
Le tableau présente les résultats les plus significatifs (podium) obtenus sur le circuit national et international de triathlon depuis 2012,.
| Année | Compétition                                      | Pays       | Position           | Temps           |
| ----- | ------------------------------------------------ | ---------- | ------------------ | --------------- |
| 2019  | Championnats panaméricains                       | Mexique    | Médaille d'or      | 1 h 44 min 11 s |
| 2017  | Coupe panaméricaine - l'étape sprint de Huatulco | Mexique    | Médaille d'or      | 0 h 53 min 48 s |
| 2017  | Coupe du monde - l'étape sprint de Yucatán       | Mexique    | Médaille d'or      | 0 h 54 min 56 s |
| 2016  | Coupe panaméricaine - l'étape de Mérida          | Mexique    | Médaille d'or      | 1 h 45 min 40 s |
| 2016  | Coupe du monde - l'étape sprint de Huatulco      | Mexique    | Médaille d'or      | 0 h 59 min 25 s |
| 2015  | Championnats américains de triathlon             | Mexique    | Médaille d'argent  | 1 h 46 min 8 s  |
| 2015  | Championnats du Mexique de triathlon             | Mexique    | Médaille d'or      | 1 h 49 min 40 s |
| 2015  | Championnats panaméricains de triathlon          | Canada     | Médaille de bronze | 1 h 49 min 5 s  |
| 2014  | Championnats panaméricains de triathlon          | États-Unis | Médaille de bronze | 1 h 47 min 53 s |
| 2014  | Coupe panaméricaine - l'étape de Lima            | Pérou      | Médaille d'or      | 1 h 44 min 35 s |
| 2014  | Coupe panaméricaine - l'étape sprint de Clermont | États-Unis | Médaille d'or      | 0 h 56 min 22 s |
| 2013  | Coupe du monde - l'étape sprint de Huatulco      | Mexique    | Médaille de bronze | 2 h 3 min 44 s  |
| 2012  | Coupe panaméricaine - l'étape de Valparaiso      | Chili      | Médaille d'or      | 1 h 57 min 28 s |